# Jolanta Kolbuszewska
Jolanta Kolbuszewska (ur. 27 stycznia 1973 w Częstochowie) – historyk historiografii, nauczyciel akademicki, profesor nadzwyczajna Uniwersytetu Łódzkiego.
nauczyciel akademicki, profesor zwyczajna 2023 Uniwersytetu Łódzkiego.

## Życiorys
Absolwentka filozofii i historii Uniwersytetu Łódzkiego. Doktorat z historii Mutacja modernistyczna w polskiej historiografii (przełom XIX i XX wieku) (2002) rozpoczęła pod kierunkiem Andrzeja Feliksa Grabskiego. Z powodu przedwczesnej śmierci Grabskiego promotorem został Rafał Stobiecki. Od 2000 roku jest zatrudniona w Katedrze Historii Historiografii Instytutu Historii UŁ (obecnie Katedra Historii Historiografii i Nauk Pomocniczych Historii). W 2012 otrzymała stopień doktora habilitowanego.
Od 2017 zasiada w Radzie Muzeum Miasta Łodzi.

## Zainteresowania badawcze
Jolanta Kolbuszewska zajmuje się historiografią polską i myślą historyczną XIX oraz pierwszej połowy XX stulecia.

## Wybrane publikacje

### Książki
- Mutacja modernistyczna w historiografii polskiej (przełom XIX i XX wieku), Łódź: Ibidem 2005.
- Tadeusz Korzon (1839-1918). Między codziennością, nauką a służbą narodowi, Łódź: Wydawnictwo UŁ 2011.
- (redakcja) Historyk wobec źródeł. Historiografia klasyczna i nowe propozycje metodologiczne, praca zbiorowa pod red. J. Kolbuszewskiej i R. Stobieckiego, Łódź: Ibidem 2010.

### Artykuły
- Reorientacje w historiografii polskiej przełomu XIX i XX wieku a koncepcje cywilizacyjne Feliksa Konecznego, „Historyka”, 32 (2002), s. 111-123.
- Historia kultury jako samodzielna dyscyplina badań historycznych a cywilizacyjne koncepcje Feliksa Konecznego, „Folia Historica”, nr 76, 2003, s. 57-72.
- (współautor: Łukasz Nadolski) Historia najnowsza na łamach łódzkiej prasy naukowej i społeczno-kulturalnej od połowy lat 90. XX w. („Folia Historica”,„Przegląd Nauk Historycznych”, „Rocznik Łódzki”, „Tygiel Kultury”), "Dzieje Najnowsze" 35 (2004), s. 291-296.
- Od historii przez filozofię dziejów po historyczną aksjologię. Przeobrażenia historycznej refleksji Feliksa Konecznego, „Historyka” 34 (2004), s. 23-34.
- Dlaczego warto badać dorobek naukowy Tadeusza Korzona [w:] Gra i konieczność. Rozprawy z filozofii historii i historii historiografii, pod red. G. A. Dominiaka, J. Ostoi-Zagórskiego, W. Wrzoska, Bydgoszcz 2005, s. 147-154.
- Historia kultury jako samodzielna dziedzina badawcza a lwowskie prace Jana Ptaśnika [w:] Wielokulturowe środowisko historyczne Lwowa w XIX i XX w., t. 3, pod red. J. Maternickiego, L. Zaszkilniaka, Rzeszów 2005, s. 430-440.
- Przełom antypozytywistyczny czy mutacja modernistyczna? Rozważania o przemianach w historiografii schyłku XIX i początku XX wieku, „Res Historica”, z. 19, 2005, s. 41-54.
- Historyczno-kulturowa refleksja Jana Ptaśnika na tle polskiej historiografii dwudziestolecia międzywojennego [w:] Wielokulturowe środowisko historyczne Lwowa w XIX i XX w., t. 4, pod red. J. Maternickiego, L. Zaszkilniaka, Lwów 2006, s. 410-420.
- Twórczość recenzyjna Tadeusza Korzona na łamach „Kwartalnika Historycznego” [w:] Wielokulturowe środowisko historyczne Lwowa w XIX i XX w., t. 5, pod red. J. Maternickiego, Rzeszów 2007, s. 255-266.
- Jan Ptaśnik (1876-1930) [w:] Złota księga historiografii lwowskiej XIX i XX wieku, pod red. J. Maternickiego, Rzeszów 2007, s. 467-482.
- Pozytywizm czy modernizacja? Teoretyczno-metodologiczne poglądy Tadeusza Korzona na łamach "Wielkiej Encyklopedii Powszechnej Ilustrowanej" [w:] Klio Polska. Studia i materiały z dziejów historiografii polskiej po II wojnie światowej, pod red. A. Wierzbickiego, Warszawa 2008, s. 25-49.
- Tadeusz Korzon und die deutsche Historiographie um 1900, “Inter Finitimos”, nr 5/2007, s. 112-121.
- Historia w służbie propagandy? Współpraca polskich historyków z Naczelnym Komitetem Narodowym w latach 1914-1917 [w:] Pamięć i polityka historyczna. Doświadczenia Polski i jej sąsiadów, pod red. S. Nowinowskiego, J. Pomorskiego, R. Stobieckiego, Łódź 2008, s. 271-289.
- Bohaterowie narodowi w twórczości Tadeusza Korzona. Uwagi na marginesie „Doli i niedoli Jan a Sobieskiego 1629-1674” [w:] Historia, mentalność, tożsamość. Miejsce i rola historii oraz historyków w życiu narodu polskiego i ukraińskiego, pod red. J. Pisulińskiej, P. Sirżęgi, L. Zaszkilniaka, Rzeszów 2008, s. 232-241.
- Rozum - Wyobraźnia - Intuicja. Źródła poznania w refleksji polskich historyków początku XX wieku [w:] Obserwacja uczestnicząca w badaniach historycznych, pod red. B. Wagner, T. Wiślicza, Zabrze 2008, s. 129-134.
- Tadeusz Korzon w opiniach współczesnych [w:] Klio Polska. Studia i materiały z dziejów historiografii polskiej XIX i XX stulecia, pod red. A. Wierzbickiego, Warszawa 2009, s. 37-55.
- Początki polskich badań nad dziejami Stanów Zjednoczonych (lata 60. XIX wieku - okres międzywojnia) [w:] Konstytucja Stanów Zjednoczonych Ameryki. Reminiscencje w 220 rocznicę uchwalenia, pod red. J. Daszyńskiej, Łódź 2009, s. 257-269.
- Koncepcja źródła w XIX - wiecznej klasycznej historiografii [w:] Historyk wobec źródeł. Historiografia klasyczna i nowe propozycje metodologiczne, praca zbiorowa pod red. J. Kolbuszewskiej i R. Stobieckiego, Łódź 2010, s. 13-21.
- Historia kultury jako alternatywa wobec dziejów politycznych w polskiej historiografii dwudziestolecia międzywojennego [w:] Świat z historią, pod red. P. Witka, M. Woźniaka, Lublin 2010, s. 55-67.
- Cywilizacja turańska w działaniu - Feliksa Konecznego wizja dziejów Rosji [w:] Rosja współczesna. Dziedzictwo i przyszłość, pod red. M. Brody, O. Nadskakuły, D. Płaczka, Toruń 2010, s. 123-132.